# Stijn Buys
Stijn Buys (gestorben 1558 in Nijmegen) war eine niederländische Stifterin. Sie gründete das erste Waisenhaus in Nijmegen.

## Leben
Über das Leben von Stijn Buys ist nicht viel bekannt. Sie war mit Gerrit Buys verheiratet. Dieser wurde am 30. Mai 1543 bei einem Kartenspiel im Gasthof „De Boet“ erstochen. Sie zog drei Jahre später in ein gemietetes Haus oberhalb der Meipoort am Lage Markt. Durch ihr Testament vom 11. März 1554 ist ihr Name bekannt. In diesem Testament legte sie unter anderem fest, dass ein Teil ihres Vermögens für den Kauf eines Grundstücks und eines Hauses innerhalb der Stadt Nimwegen verwendet werden sollte, um die Waisen der Stadt unterzubringen. Nach ihrem Tod sollten die Testamentsvollstrecker ein Haus in der Broerstraat, das für Mädchen und Jungen bestimmt war, kaufen. Damit wurde der Grundstein für das Nijmegener Waisenhaus, das bis 1953 bestand, gelegt.

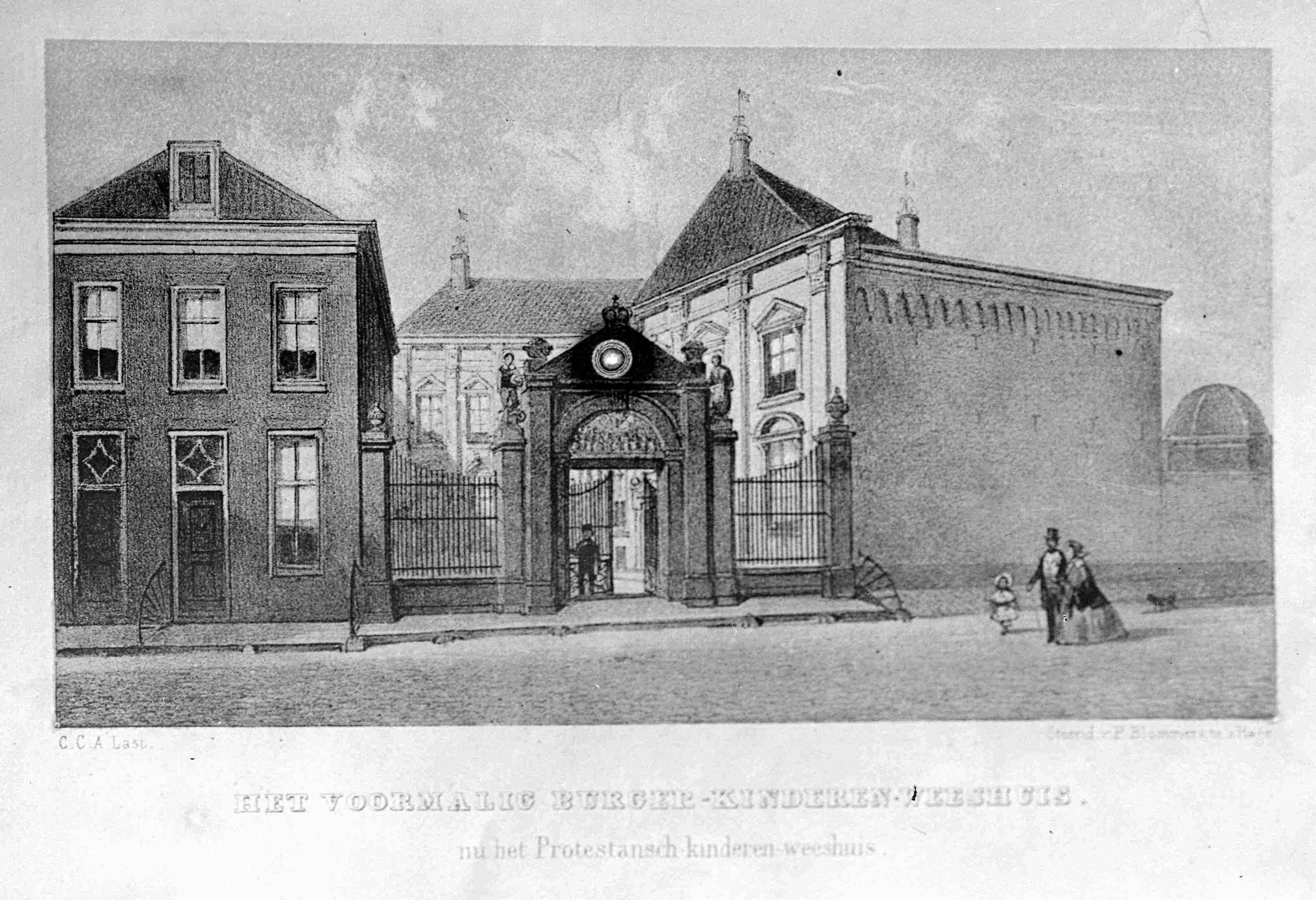
Burgerweeshuis Nijmegen

Es stellte sich jedoch nach dem Tod von Stijn Buys heraus, dass ihr Nachlass nicht für den Kauf eines Hauses und Grundstücks ausreichte, wie sie es in ihrem Testament festgelegt hatte. Der Stadtrat von Nimwegen und einige wohlhabende Einwohner von Nimwegen griffen ein, um zu helfen. Im Jahr 1560 wurde das Waisenhaus, damals „Heim der armen, elenden, verlassenen Waisen“ genannt, in einem Gebäude in der Broerstraat eröffnet. Sechs Mädchen und sechs Jungen kamen dort unter, doch schon bald stieg die Zahl der Waisenkinder, die versorgt werden mussten. Daher zog das Waisenhaus im Jahr 1562 an einen Standort in der Begijnenstraat.
Nach Stijn Buys wurde eine Straße benannt und der „Stijn Buys Pluim“, ein mit 450 Euro dotierter Preis für Freiwillige, die mit jungen Menschen arbeiten.